# Dolno Botouchyé
Dolno Botouchyé (en macédonien Долно Ботушје) est un village de l'ouest de la Macédoine du Nord, situé dans la municipalité de Makedonski Brod. Le village comptait 34 habitants en 2002.

## Démographie
Lors du recensement de 2002, le village comptait :
- Macédoniens : 34